# 1984–1985-ös magyar női labdarúgó-bajnokság (első osztály)
A magyar női labdarúgó-bajnokság első osztályában 1984–85-ben hat csapat küzdött a bajnoki címért. Ez volt ez első hivatalos, országos bajnokság. Az első bajnoki címet a Ferencvárosi László Kórház szerezte meg.

## Végeredmény
| #  | Csapat                     | M  | GY | D | V  | G+ – G– | GK  | P  | Megjegyzések |
| -- | -------------------------- | -- | -- | - | -- | ------- | --- | -- | ------------ |
| 1. | Ferencvárosi László Kórház | 20 | 16 | 2 | 2  | 77–16   | +61 | 34 | Bajnok       |
| 2. | Renova Spartacus           | 20 | 14 | 2 | 4  | 78–31   | +47 | 30 |              |
| 3. | Femina Észak-Pesti ÁFÉSZ   | 20 | 14 | 2 | 4  | 60–22   | +38 | 30 |              |
| 4. | Budapesti Volán SC         | 20 | 6  | 2 | 12 | 28–41   | −13 | 14 |              |
| 5. | Eger                       | 20 | 3  | 1 | 16 | 12–72   | −60 | 7  |              |
| 6. | Csőszerelő SC              | 20 | 2  | 1 | 17 | 17–90   | −73 | 5  |              |

A bajnok Ferencvárosi László Kórház játékosai
Póka Ágnes kapus – Bukovszki Jenőné, Jenei Anikó, Kerekes Anikó, Kopcsák Erzsébet, Kovács Margit, Krecz Ildikó, Lovász Gyöngyi, Molnár Andrea, Nagy Zsuzsanna, Németh Borbála, Őz Andrea, Polyák Ibolya, Pribéli Judit, Tóth Ilona, Tóth Guth Zsófia, Till Gabriella.

## A góllövőlista élmezőnye
| Gól                                                 | Név       | Csapat           |
| --------------------------------------------------- | --------- | ---------------- |
| ?                                                   | Kern Edit | Renova Spartacus |
| Forrás: Futball '93 (Budapest, 1994) ISSN 1217-873X |           |                  |